# Санта-Мария-делла-Скала (Рим)
Церковь Санта-Мария-делла-Скала (итал. La chiesa di Santa Maria della Scala — Церковь Пресвятой Девы Марии на лестнице) — католический храм в Риме, расположенный в квартале Трастевере, на Пьяцца делла Скала.

## История
Церковь была построена в 1593—1610 годах для хранения иконы «Мадонна делла Скала» (Мадонна у лестницы), хранившейся в северной части трансепта, вместе со статуей Святого Иоанна Креста. Предание гласит, что в 1592 году эта икона, поставленная на лестнице соседнего дома, чудесным образом исцелила умирающего ребёнка по молитвам его матери (в иной версии: по молитвам акушерки под лестницей дома). Церковь была построена на месте дома (Casa Pia), основанного папой Пием IV в 1563 году для исправившихся «жриц любви».
Папа Климент VIII доверил проект церкви архитектору Франческо Каприани из Вольтерры, который, однако, умер через год. Папской буллой Sacrarum Religionum от 20 марта 1597 года церковь, которая ещё строилась, была передана ордену босых кармелитов.
В 1610 году была завершена внутренняя отделка церкви, фасад закончен в 1624 году. В 1664 году папа Александр VII присвоил церкви титул кардинальской дьяконии (diaconia cardinalizia).
В 1849 году, на последних этапах сопротивления революционной Римской республики вторгшимся французским войскам, церковь Санта-Мария-делла-Скала использовалась в качестве госпиталя, где лечили солдат, раненных в боях на Трастевере.
Рядом с церковью находится монастырь босых кармелитов, известный тем, что в семнадцатом веке в нём размещалась аптека папского двора. Старинная аптека расположена на первом этаже монастыря. Она снабжала пап и их семьи, пользуясь привилегиями и освобождением от налогов. Старинные инструменты и оборудование сохранились.

## Архитектура и произведения искусства церкви
Фасад церкви соответствует классической схеме малых барочных церквей Рима: два яруса, объединённых большими волютами по сторонам, сдвоенные пилястры коринфского ордера, раскрепованный антаблемент. Статуя Мадонны с Младенцем в нише фасада создана в 1633 году Франческо ди Кусартом.
Церковь имеет план типа латинского креста: один неф с тремя капеллами по каждой стороне и трансепт. В 1650 году, почти через пятьдесят лет после завершения строительства, Карло Райнальди спроектировал для церкви алтарный киворий на шестнадцати яшмовых коринфских колоннах. Четыре бронзовые статуи евангелистов алтаря были украдены из церкви в 1849 году и заменены терракотовыми.
Два деревянных хора в стиле барокко на контрфасаде выполнены Джузеппе Панини; в нижнем находится орган, построенный Карло Вегецци Босси в 1908 году. Главный престол, посвященный Спасителю, датируется 1650 годом; под киворием хранится скульптурный образ Агнца Апокалипсиса из позолоченной бронзы. Алтарь был повторно освящен в 1725 году папой Бенедиктом XIV. Алтарная картина «Мадонна дель Кармине» написана Джузеппе Перони в 1737 году.
В капеллах церкви размещены многие произведения искусства. В первой капелле справа, посвященной святому Иоанну Крестителю, находится картина XVII века, изображающая обезглавливание святого Иоанна в тюрьме работы Геррита ван Хонтхорста, известного как «Герардо ночной». Вторая капелла справа, посвященная Святому Гиацинту (San Giacinto), имеет алтарь, украшенный колоннами красного мрамора из Коттанелло, а в основании барельефные гербы семей Баризиани и Дионизи. В алтаре находится картина Антиведуто Грамматика, на которой изображены Дева Мария, святой Гиацинт и святая Екатерина Сиенская.
Третья капелла справа, известная как «Капелла Святого Иосифа», посвящена Марии, святым Иосифу и Анне, о чём свидетельствует надпись на табличке. Алтарная картина, изображающая Святое семейство, принадлежит Джузеппе Гецци, справа — «Сон Иосифа», на своде: «Слава святого Иосифа» работы Джованни Одацци. На алтаре находится уменьшенная копия картины Помпео Батони «Святое Сердце Иисуса» (Sacro Cuore di Gesù).
В левой капелле трансепта, посвященной Деве Марии-делла-Скала, находится фреска, считающаяся чудотворной, изначально почитавшаяся на главном алтаре. На правой стене — кенотаф маркиза Сантакроче работы скульптора Алессандро Альгарди, напротив — гробница Ливии Сантакроче работы Доменико Гвиди.
Правая капелла трансепта посвящена Святой Терезе Авильской, которая реформировала орден кармелитов. Алтарь — работы Джованни Паннини, два лепных ангела — произведение Джованни Баттиста Майни. Алтарь с композицией «Экстаз Святой Терезы» — работа Франческо Манчини.
Вторая слева — капелла Вознесения Мадонны, созданная по проекту Джироламо Райнальди. Среди произведений искусства капеллы выделяется картина «Смерть Марии» Карло Сарачени. Эта работа заменила картину выдающегося живописца Караваджо «Смерть Марии». Караваджо заподозрили в том, что он использовал в качестве натурщицы проститутку, утонувшую в Тибре, поэтому кармелиты отказались принять картину, заявив, что она лишена должного приличия и граничит с ересью (ныне картина хранится в парижском Лувре).

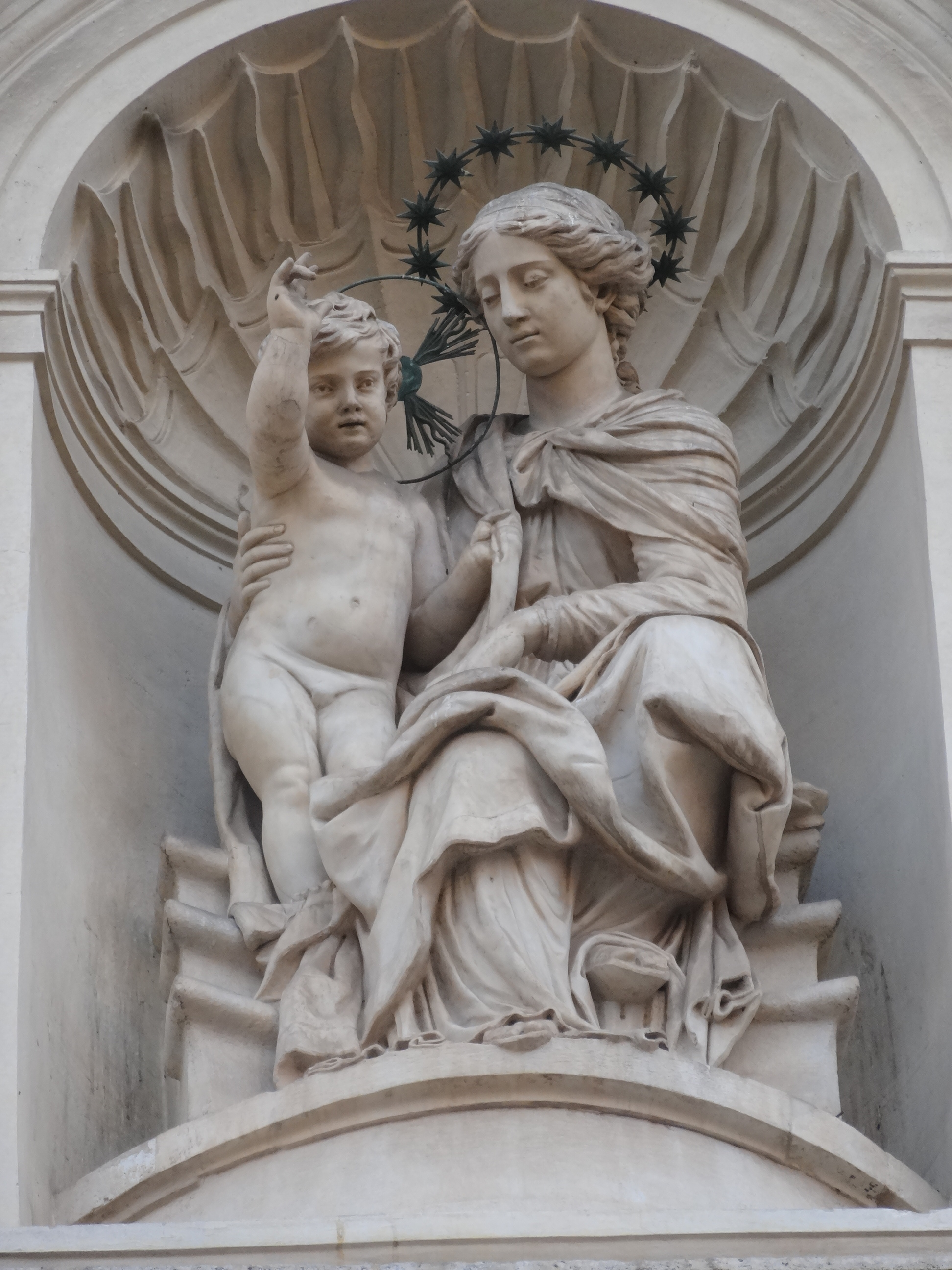
Франческо ди Кусарт. Мадонна с Младенцем. Скульптура в нише главного фасада. 1633
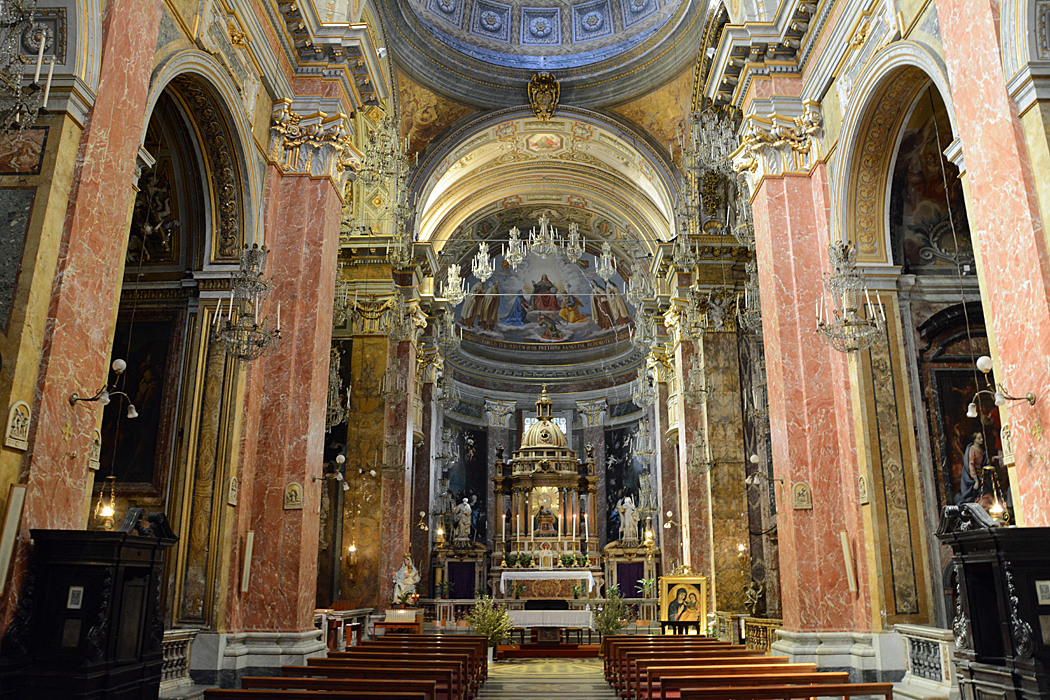
Интерьер церкви
Чудотворный образ Санта-Мария-делла-Скала
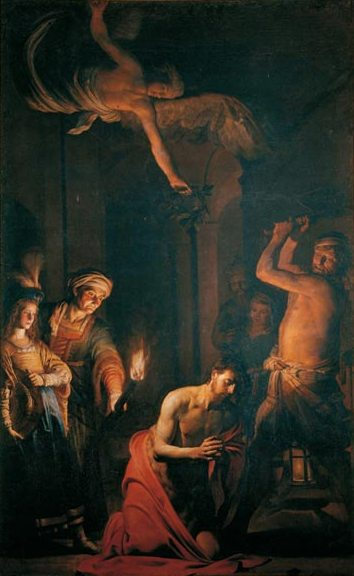
Геррит ван Хонтхорст. Усекновение главы Иоанна Крестителя.
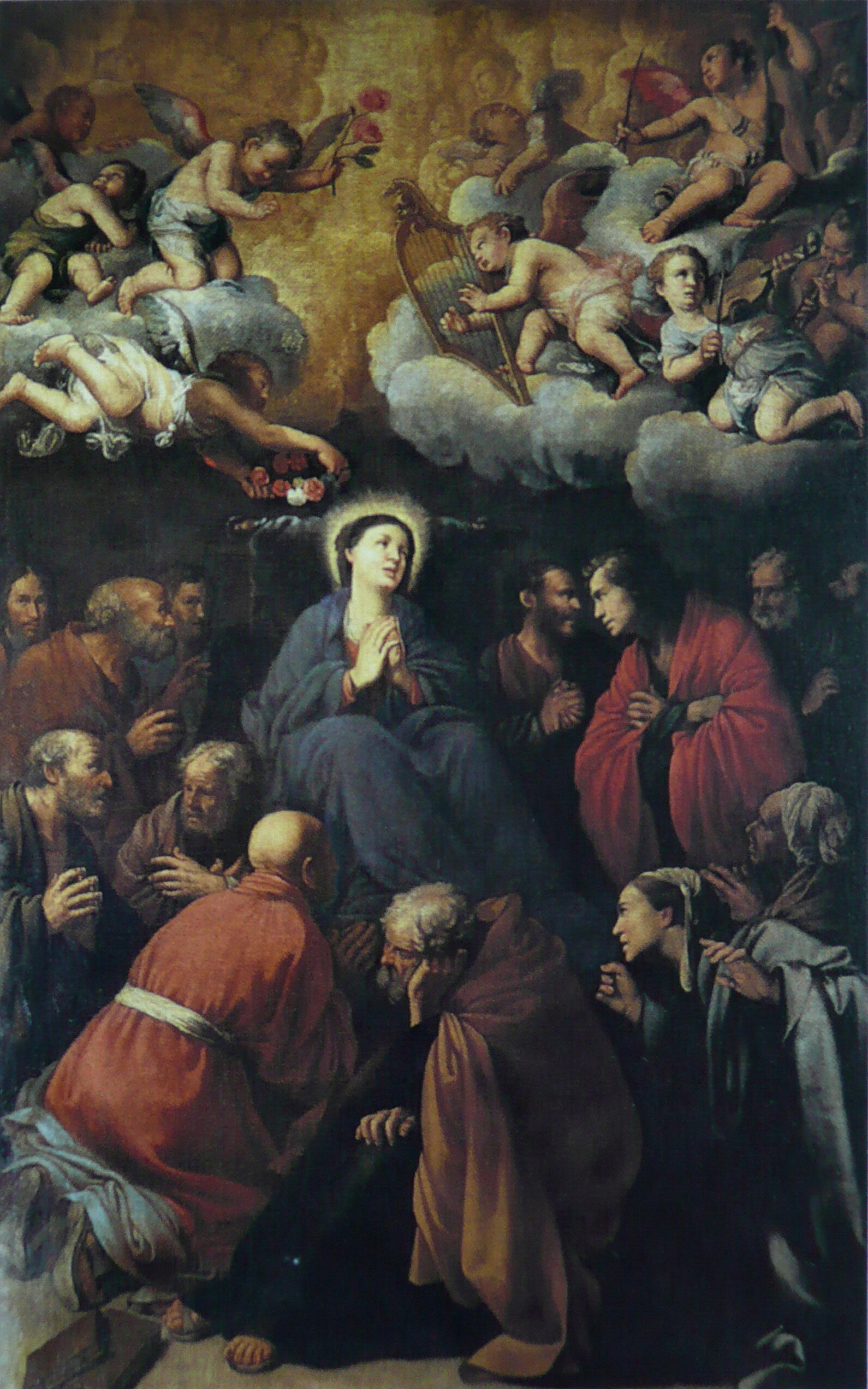
К. Сарачени. Смерть Марии. 1610. Холст, масло
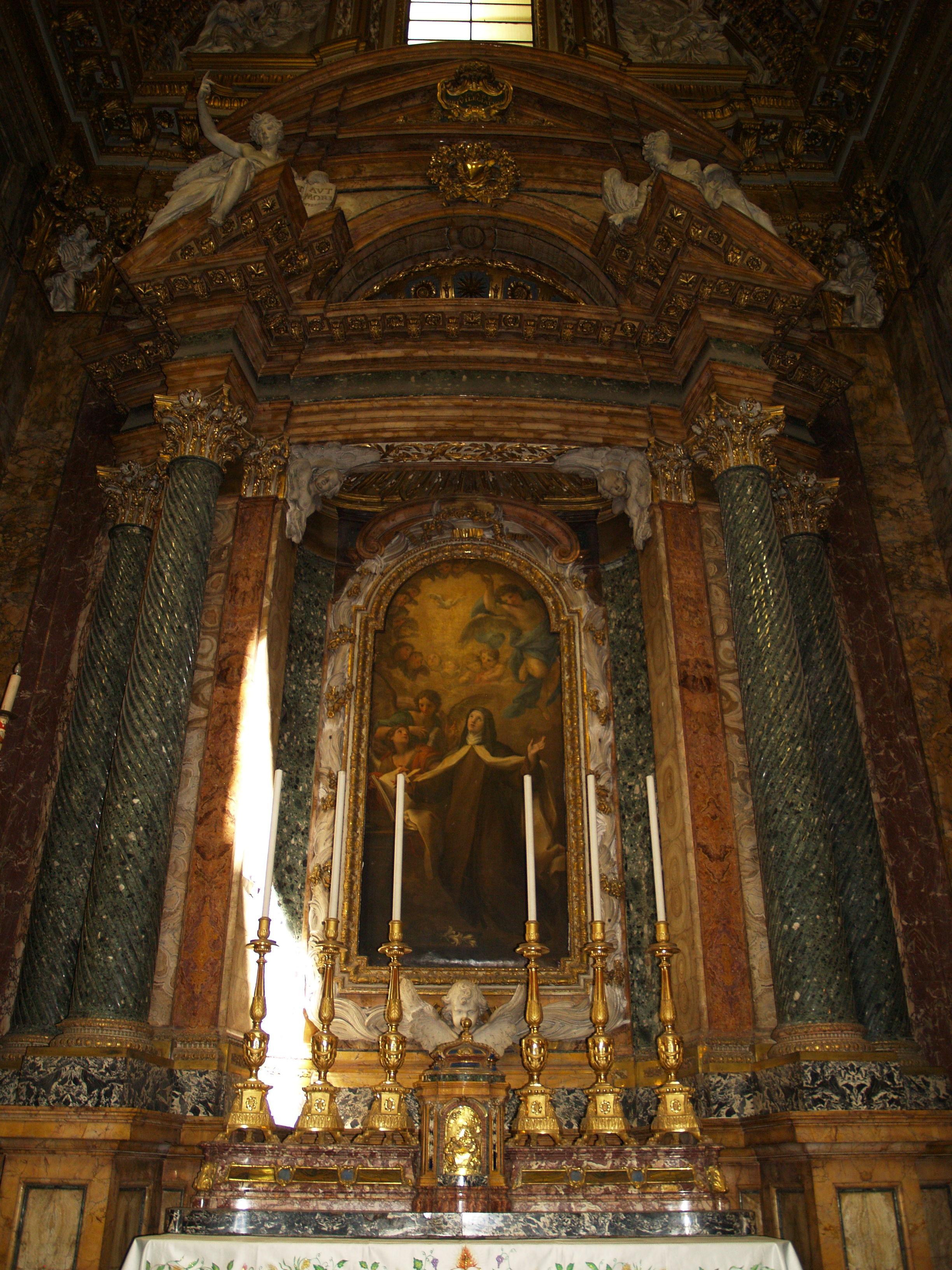
Капелла Святой Терезы Авильской. Алтарный образ Дж. Паннини
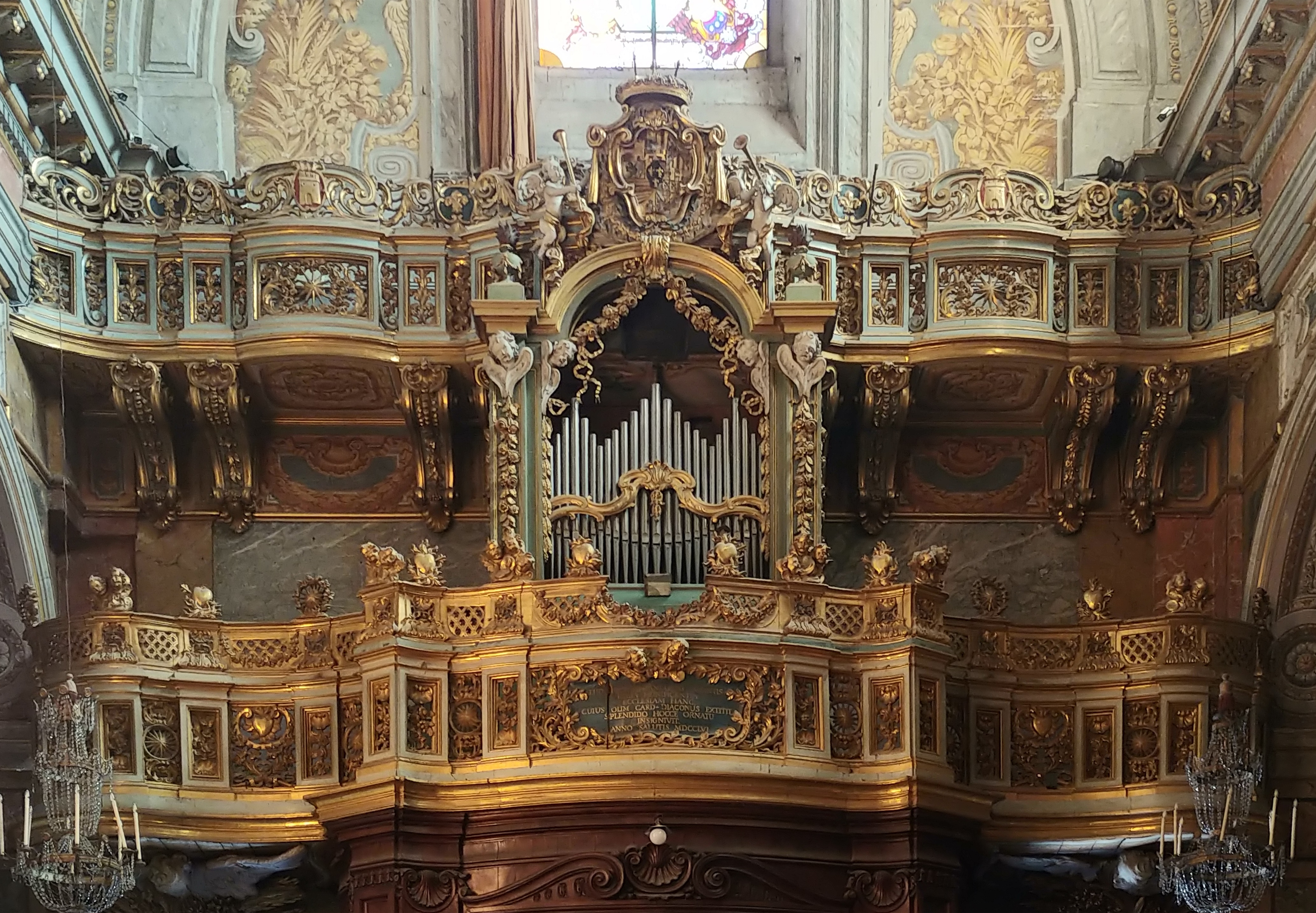
Орган церкви